# Basil Stewart
Basil Stewart est un homme politique canadien qui est maire de Summerside depuis 1985. Il est aussi le président de la Fédération canadienne des municipalités.

## Avant la mairie
Avant son élection comme maire, Stewart était un policier pour le département de police de Summerside de 1971 à 1984.

## Mairie
Après sa retraite de la police, Stewart est entré dans la politique municipale, il fut élu comme maire du village de Summerside en 1985. Il fut réélu en 1988 et 1991. En 1994, il fut le premier maire de la ville de Summerside. Il fut réélu aux élections municipales de 1997, 2000, 2003, 2006 et 2010.
À l'Élection fédérale canadienne de 1993, Stewart s'est présenté comme le candidat conservateur pour le district d'Egmont. Il fut défait par le député libéral en fonction Joe McGuire, qui a gagné avec environ 3,700 votes de plus.
Il est accusé de gaspiller 1.3 million dollars des contribuables, l'argent fut dirigé à un concert tribut pour Micheal Jackson qui ne s'est pas matérialisé,,.

## Objectifs et buts
Stewart a plusieurs buts et objectifs pour améliorer Summerside comme endroit pour travailler, vivre et fondé une famille. Stewart fut instrumental pour apporter des gros tournois et évènements, comme le championnat canadien du baseball PeeWee, le championnat canadien de balle molle féminin et une partie pré-saison de la LNH. Il fut une force majeure pour la construction du Consolidated Credit Union Place.

## Comités
Stewart n'est pas seulement le maire de Summerside, il est aussi sur plusieurs comités. Il est présentement le président de la Fédération canadienne des municipalités et un membre de la fédération des municipalités de l'Île-du-Prince-Édouard et sur le conseil national des directeurs des municipalités viables en infrastructure (National Board of Directors to Sustainable Municipal Infrastructure). Dans le passé, il fut président du conseil atlantique en 1998 et président du Comité national pour un développement économique (National Economic Development Committee) de 1998 à 2000.

## Poursuite judiciaire: le maire et le conseil de Summerside contre David Griffin
Le maire Stewart et le conseil de la ville de Summerside a intenté une poursuite contre le député chef de police David Griffin en 1997. Le cas est toujours dans les cours en octobre 2010, avec appel du paiement des intérêts des dommages dus à Griffin basé sur un jugement de mars 2006 par le juge de la cour suprême Wayne Cheverie qui a statué en faveur de Griffin.

## Famille et intérêts
Stewart vit à Summerside avec son épouse Gail Inman-Stewart. Il a deux enfants : Mary-Jane (Steve Dyer) et Major (Holly Peters). Stewart a quatre petites-filles — Mya Stewart et Amber, Emma et Madison Dyer. Il a trois petits-fils - Brett et Isaac Stewart et Lincoln Dyer.
Ses passe-temps incluent le hockey, la natation et la musique (il joue la guitare, l'harmonica, le fiddle et la mandoline.).